# Leptomyrmex puberulus
Leptomyrmex puberulus é uma espécie de formiga do gênero Leptomyrmex.